# Tawfik Hamid
Tawfik Hamid (nacido en 1961) es un escritor y periodista egipcio. Antiguo militante del grupo terrorista al-Gama'a al-Islamiyya, Hamid afirma que se encuentra en la búsqueda de la comprensión pacífica del Islam que es compatible con los derechos humanos y con la libertad de expresión. También afirma que empezó a predicar sus ideas en las mezquitas para promover su mensaje y como resultado se convirtió en blanco de los militantes islámicos, los cuales lo amenazaron repetidamente. Hamid tuvo que emigrar a los Estados Unidos, donde ha trabajado con la Universidad de California, la Universidad de Stanford, la Universidad de Miami y la Universidad de Georgetown y ha expuesto sus ideas en contra del fundamentalismo islámico. En la actualidad hace parte del concejo de la conferencia de seguridad llamada The Intelligence Summit, que se desarrolla anualmente. El autor también ha hecho apariciones en varios programas de televisión, incluyendo el show de Glenn Beck, Fox News Channel y Religion and Ethics de la BBC.
Hamid, también conocido como Tarek Abdelhamid, tiene un título en medicina interna en la Universidad de El Cairo y una maestría en literatura en la Universidad de Auckland.

### Polémica
Chris Bail, profesor de sociología de la Universidad de Duke, criticó el punto de vista de Hamid en su libro Terrified: How Anti-Muslim Fringe Organizations Became Mainstream (Cómo las organizaciones antimusulmanas se vuelven famosas).

## Artículos
- ¿Por qué amo a Israel? (basado en el Sagrado Corán) por  Tawfik Hamid
- Cuando le pregunté a mi amigo musulmán, "¿Por qué odias a los judíos?" por Tawfik Hamid
- ¿Hay esperanza de cambiar a Israel? por Tawfik Hamid